# Galaktionicha
La Galaktionicha (in russo Галактиониха?) è un fiume della Russia siberiana occidentale, affluente di sinistra dell'Enisej. Scorre nell'Enisejskij rajon del Territorio di Krasnojarsk.
Il fiume proviene da una zona paludosa della Piana dell'Enisej (Енисейская Равнина) e scorre prevalentemente in direzione nord-orientale; sfocia nell'Enisej a 1 775 km dalla foce, presso il villaggio di Jarcevo. Ha una lunghezza di 123 km e il suo bacino è di 1 180 km².